# Dąbrowa nad Czarną
Dąbrowa nad Czarną is een plaats in het Poolse district  Piotrkowski, woiwodschap Łódź. De plaats maakt deel uit van de gemeente Aleksandrów en telt 160 inwoners.